# عباسية أحمد فرغلي
عباسية أحمد فرغلي، حصلت على رخصة قيادة بتاريخ 24 يوليو عام 1920 وصادرة من فرنسا لتكون أول سيدة مصرية تحصل على رخصة قيادة.
نشأت «عباسية فرغلى» شقيقة «محمد أحمد فرغلي باشا» الذي لقب بملك القطن في مدينة أبو تيج بصعيد مصر لأب يعد من أكبر رجال الأعمال في مصر قبل ثورة 23 يوليو، وينتمى لطبقة رجال الأعمال الوطنيين الذين كانوا يهتمون بتحسين أقتصاد مصر عن طريق التجارة.
تلقّت تعليمها الابتدائي في مدرسة «الجيزويت الفرنسية» في الإسكندرية وبعدها دخلت «فيكتوريا كوليج» وبعدها سافرت إنجلترا، واستقرت مع شقيقها لسنوات في فرنسا، وهناك حصلت عباسية على رخصة قيادة.
وحصلت من وزارة الداخلية المصرية على رخصتها في القيادة وذلك عام 1928.